# Braunfäule

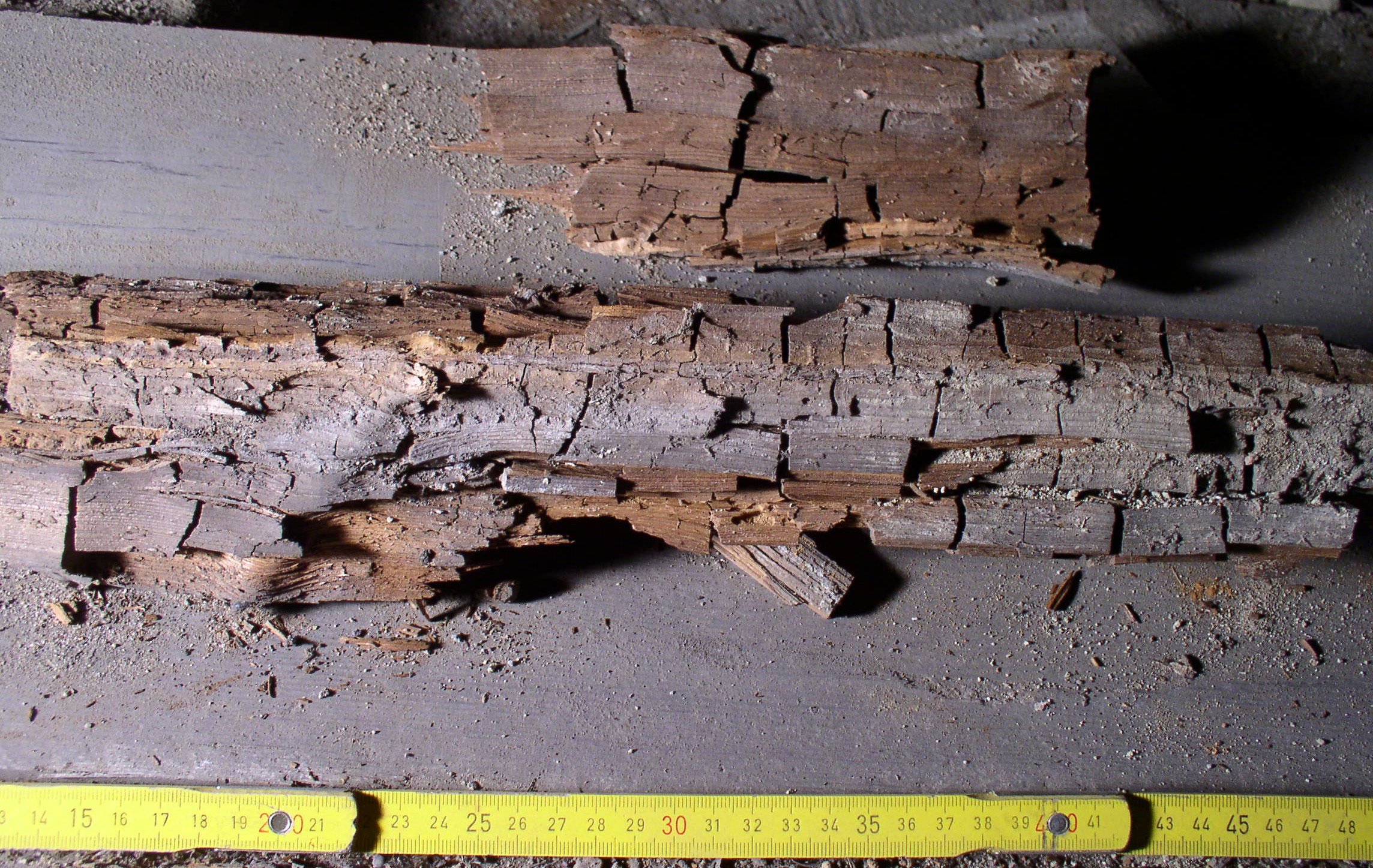
Durch Braunfäule zersetztes Holz

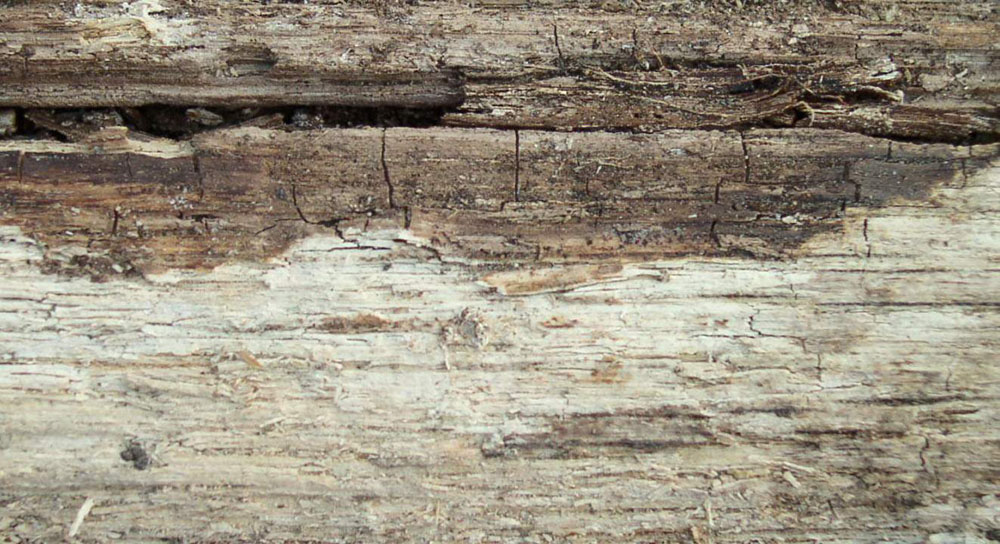
Durch Braunfäule (oben) und Weißfäule (unten) geschädigtes Holz

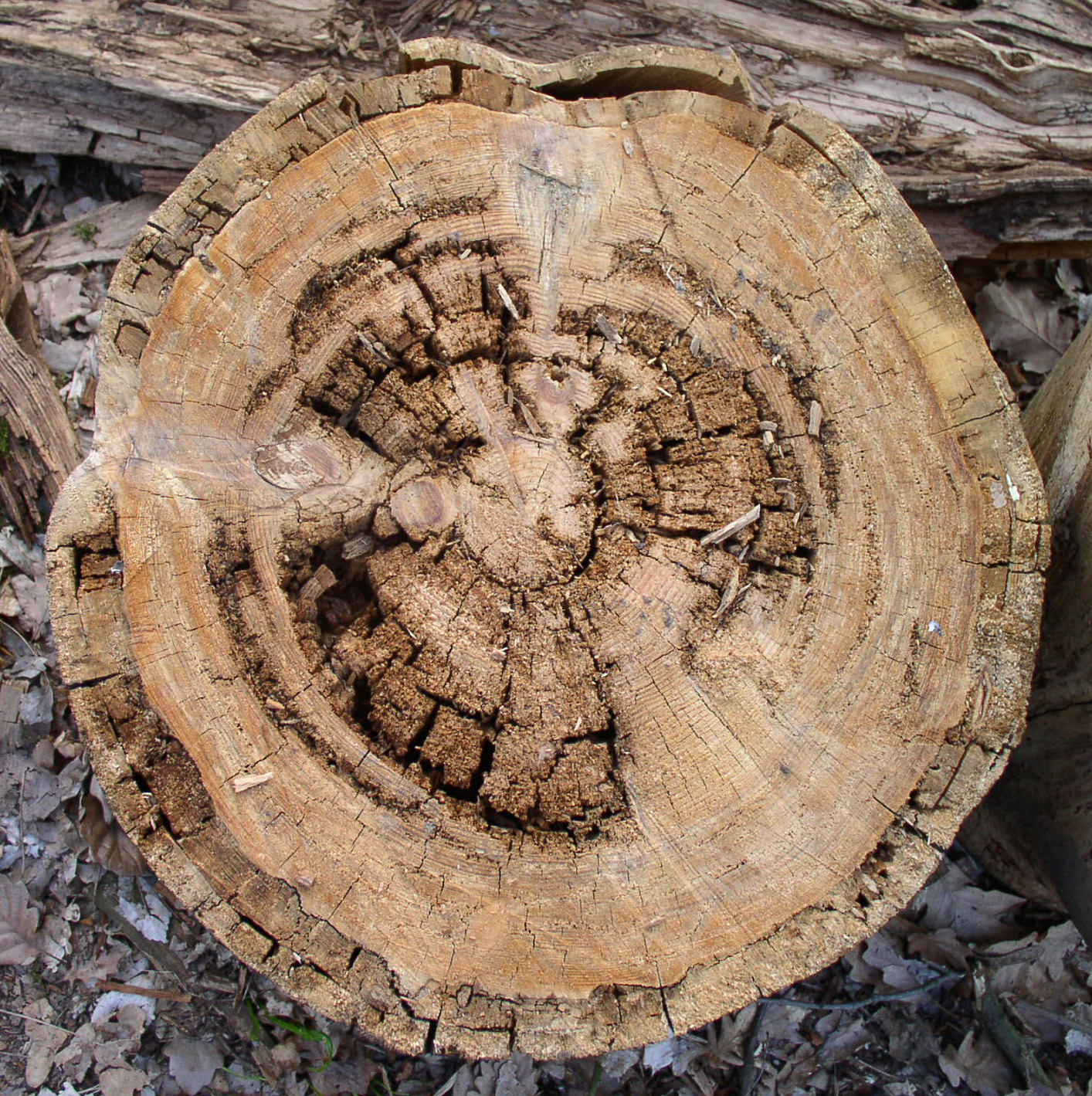
Braunfäule im Querschnitt eines Baumstamms

Als Braunfäule (auch Destruktionsfäule) wird der Prozess des Celluloseabbaus in holzigen Pflanzen durch Pilze bezeichnet.
Die für Braunfäule nötige physiologische Grundlage ist der Besitz von Cellulasegenen zur Produktion des Enzyms Cellulase, das sie zum Cellulose-Abbau befähigt.
Nach EN 335:2013 „Dauerhaftigkeit von Holz und Holzprodukten“ ist für die Entwicklung von Pilzen üblicherweise eine Holzfeuchte von mehr als 20 % erforderlich.
Makroskopische Symptome von Braunfäule sind vor allem die Braunfärbung des befallenen Holzes, da das braune Lignin weitgehend erhalten bleibt, während die helle Zellulose zerstört wird. Typisch ist eine querrissige Struktur, der sogenannte „Würfelbruch“, und ein damit einhergehender Verlust an Festigkeit und Masse. Bei abgeschlossener Zersetzung durch Braunfäulepilze lassen sich die Reste des Holzes zwischen den Fingern zu Pulver zerreiben.
Braunfäule kann sowohl im lebenden Baum als auch in totem, z. B. verbautem Holz entstehen.
Den Gegensatz zur Braunfäule stellt die Weißfäule dar, bei der (ebenfalls durch Pilze) in größerem Umfang das Lignin verwertet wird.
Pilzarten, die Braunfäule verursachen, sind beispielsweise der Lärchenschwamm (Laricifomes officinalis), der Rotrandige Baumschwamm (Fomitopsis pinicola), der Schwefelporling (Laetiporus sulphureus) oder der Bittere Saftporling (Amaropostia stiptica). Für das Waldökosystem ist dieser Holz-Abbau ein wichtiger Prozess, wirtschaftlich betrachtet kann die Beeinträchtigung der mechanischen Festigkeit und des Handelswertes des befallenen Holzes (bis zur vollständigen Entwertung) durch solche Braunfäuleerreger sehr schwerwiegend sein.
Als Verursacher von Braunfäuleschäden in Gebäuden sind neben zahlreichen anderen Pilzarten insbesondere der Echte Hausschwamm (Serpula lacrymans), der Braune Kellerschwamm (Coniophora puteana) und der Weiße Porenschwamm (Antrodia vailantii bzw. Antrodia sinuosa) von Bedeutung.